# Toruń Włościański
Toruń Włościański – wieś sołecka w Polsce położona w województwie mazowieckim, w powiecie nowodworskim, w gminie Nasielsk.
Po rozpoczęciu kampanii wrześniowej, we wsi stacjonował 22 pułk piechoty, który jednak po dwudniowej potyczce z siłami Niemiec musiał oddać miasto najeźdźcy. Okupant rozpoczął rzeź, 96% mieszkańców i chłopów zostało zamordowanych lub wcielonych do armii wehrmahtu jako oddziały mameluckie.
W latach 1975–1998 miejscowość administracyjnie należała do województwa ciechanowskiego.